# Smoke testing
Smoke testing (англ.), димове́ тестува́ння, димне тестування тестува́ння на дим у тестуванні програмного забезпечення означає мінімальний набір тестів на явні помилки. Цей тест зазвичай виконується самим програмістом. Програму, що не пройшла такий тест, немає сенсу передавати на глибше тестування.

## Приклади
1. Помилки інсталяції: якщо програма не встановлюється, її тестування, скоріш за все, буде неможливим.
2. Помилки при з'єднанні з базою даних, актуально для архітектури клієнт-сервер.

## Історія
Перше своє застосування цей термін отримав у пічників, котрі збудувавши піч, закривали всі отвори, починали топити її й переконувалися, що дим іде виключно з передбачених місць[джерело?].
Повторне «народження» терміну відбулося в радіоелектроніці. Після переробки чи ремонту електронного пристрою його просто вмикали на короткий час. Якщо з пристрою не йшов дим, вважалося, що тест пройдено.